# Cyanocorax luxuosus
Espèce
Synonymes
- Cyanocorax luxuosus luxuosus (Lesson, 1839)[2]
- Cyanocorax luxuosus (Lesson, 1839)[2]
- Cyanocorax yncas luxuosus (Lesson, 1839)[2]
- Garrulus luxuosus Lesson, 1839 - protonyme[2]
- Xanthoura luxuosa (Lesson, 1839)[2]

Répartition géographique
Cyanocorax luxuosus, communément appelé Geai bigarré, est une espèce d'oiseaux de la famille des Corvidae qui se rencontre en Honduras, au Mexique et au Texas, dans l'États-Unis.

## Liste des sous-espèces
Selon Catalogue of Life (9 février 2020) :
- sous-espèce Cyanocorax luxuosus centralis (van Rossem, 1934)
- sous-espèce Cyanocorax luxuosus confusus A. R. Phillips, 1966
- sous-espèce Cyanocorax luxuosus cozumelae (van Rossem, 1934)
- sous-espèce Cyanocorax luxuosus glaucescens (Ridgway, 1900)
- sous-espèce Cyanocorax luxuosus luxuosus (Lesson, 1839)
- sous-espèce Cyanocorax luxuosus maya (van Rossem, 1934)
- sous-espèce Cyanocorax luxuosus speciosus (Nelson, 1900)
- sous-espèce Cyanocorax luxuosus vividus (Ridgway, 1900)

## Publication originale
- R. P. Lesson, « Description de treize oiseaux nouveaux, suivies de rectifications sur quelques espèces déjà publiées », Revue zoologique, Paris, Inconnu, vol. 2,‎ 1839, p. 100-104 (ISSN 1259-6493 et 2419-4816, lire en ligne).